# استوارت آلن
استوارت آلن (Stuart Allan) زادهٔ ۱۹۹۹ در ویرجینیای شمالی، یک هنرپیشه و صداپیشه آمریکایی است که برای اجرای شخصیت‌های دیمین وین در پسر بتمن, بتمن در برابر رابین, بتمن: دشمنی, لیگ عدالت در برابر تایتان‌های نوجوان و تایتان‌های نوجوان: قرارداد یهودا شناخته شده‌است. همچنین در آبشار جاذبه که سال ۲۰۱۲ از تلویزیون پخش شد نیز حضور دارد (یک قسمت).

### فیلم‌ها
| سال  | عنوان                               | نقش                   | یادداشت |
| ---- | ----------------------------------- | --------------------- | ------- |
| ۲۰۱۲ | ظهور نگهبانان                       | (پسر بریتانیایی، صدا) |         |
| ۲۰۱۴ | پسر بتمن                            | دیمین وین (صدا)       |         |
| ۲۰۱۵ | بتمن در برابر رابین                 | دیمین وین (صدا)       |         |
| ۲۰۱۶ | بتمن: دشمنی                         | دیمین وین (صدا)       |         |
| ۲۰۱۶ | لیگ عدالت در برابر تایتان‌های نوجوان | دیمین وین (صدا)       |         |
| ۲۰۱۷ | تایتان‌های نوجوان: قرارداد یهودا     | دیمین وین (صدا)       |         |